# Jan Krissler
Jan Krissler (được biết đến nhiều hơn với biệt danh starbug) là một nhà khoa học máy tính và hacker người Đức. Anh nổi tiếng nhất bởi chuyên đi xâm nhập các hệ thống sinh trắc học, mà nổi bật nhất là trường hợp Touch ID của iPhone. Anh còn là thành viên thường trực của cộng đồng hacker Đức và Châu Âu.

## Vân tay của các chính trị gia Đức nổi tiếng
Krissler cùng với câu lạc bộ máy tính Chaos đã cho công bố vân tay của Wolfgang Schäuble – Bộ trưởng Bộ nội vụ Đức lúc bấy giờ, nhằm tẩy chay tính năng mã hóa vân tay cũng như đưa ra bằng chứng về khái niệm hack vân tay. Anh chụp lại những vết in vân tay của Schäuble lên một mảnh kính bằng máy quay kĩ thuật số, rồi cũng tinh chỉnh lại nó bằng kỹ thuật số. Trước đó, Bộ trưởng Bộ nội vụ Schäuble đã giới thiệu hộ chiếu sinh trắc học, trong đó lưu một bản sao vân tay của chủ nhân hộ chiếu.
Anh tái hiện vụ tấn công vào năm 2014 khi sao chép vân tay của Bộ trưởng Bộ quốc phòng Đức Ursula von der Leyen từ một tấm ảnh in có độ phân giải cao. Vụ việc được công bố tại Chaos Communication Congress – một hội nghị do câu lạc bộ của anh tổ chức năm 2014.

## Nghiên cứu
Bên cạnh các hoạt động xã hội cũng như xuất bản các ấn phẩm báo chí tự do, Krissler còn là một nhà khoa học. Những công trình đầu tiên của anh là nghiên cứu độ bảo mật của các hệ thống sinh trắc học. Sau đó Krissler cũng nghiên cứu nền móng của các hệ thống sợi quang học và phát triển những cuộc tấn công mới vào thẻ thông minh.
Kể từ năm 2014, anh chú trọng vào các phương pháp mới nhằm tấn công những hệ thống sinh trắc học. Anh được giới quốc tế ghi nhận nhờ việc nghiên cứu những rủi ro phát sinh từ máy chụp hình độ phân giải cao gắn trên điện thoại thông minh với mục đích ngầm đánh cắp vân tay. Khiếm khuyết trong các hệ thống thanh toán sinh trắc học cũng là một lĩnh vực nghiên cứu khác của Krissler. Hiện tại, Krissler đang làm trợ lý nghiên cứu tại TU Berlin, làm việc cùng nhóm nghiên cứu của Jean-Pierre Seifert.